# Elk County, Kansas
Elk County är ett administrativt område i delstaten Kansas, USA. År 2010 hade countyt 2 882 invånare. Den administrativa huvudorten (county seat) är Howard.

## Geografi
Enligt United States Census Bureau så har countyt en total area på 1 684 km². 1 676 km² av den arean är land och 8 km² är vatten.

### Angränsande countyn
- Greenwood County - nord
- Wilson County - öst
- Montgomery County - sydost
- Chautauqua County - syd
- Cowley County - sydväst
- Butler County - nordväst

### Orter
- Elk Falls
- Grenola
- Howard (huvudort)
- Longton
- Moline